# Paratemnoides aequatorialis
Paratemnoides aequatorialis es una especie de arácnido del orden Pseudoscorpionida de la familia Atemnidae.

## Distribución geográfica
Se encuentra en Guinea-Bissau.